# Saint-André-de-Bohon

Saint-André-de-Bohon este o comună în departamentul Manche, Franța. În 1 ianuarie 2022 avea o populație de 369 de locuitori.